# Зеда-Хаиши
Зеда-Хаиши (груз. ზედა ხაიში) — село в Грузии, на территории Местийского муниципалитета края (мхаре) Самегрело-Верхняя Сванетия.

## География
Село находится в северо-западной части Грузии, на левом берегу реки Ингури, на расстоянии приблизительно 44 километров (по прямой) к западо-юго-западу от посёлка городского типа Местиа, административного центра муниципалитета.

## Население
По результатам официальной переписи населения 2014 года в Зеда-Хаиши проживало 94 человека (47 мужчин и 47 женщин). В национальной структуре населения грузины составляли 100 %.